# هوتون جيبسون
هوتون جيبسون (بالإنجليزية: Hutton Gibson)‏ هو كاتب أمريكي، (ولد في نيويورك في الولايات المتحدة 1918 – 2020 م).

## وصلات خارجية
- الموقع الرسمي
- هوتون جيبسون على موقع IMDb (الإنجليزية)
- هوتون جيبسون على موقع إن إن دي بي (الإنجليزية)